# جبل فرافاري
جبل فرافاري (بالإنجليزية: Faravari Mons  )‏ هو أحد جبال كوكب الزهرة.

## الإحداثيات
43°30′S 309°00′E / 43.5°S 309.0°E

يقع في 43.5 درجة على العرض الجغرافي جنوباً وفي 309.0 درجة على الطول الجغرافي شرقاً.

## الأبعاد
القطر أو أطول بعد للتضاريس بالكيلومترات هو 500.0.

## حالة إعتماد الاسم
تم اعتماده من الجمعية العامة للاتحاد الفلكي الدولي (IAU).

## أصل التسمية
على اسم فرافاري، إلهة الماء في الأساطير المدغشقرية.